# Queer coding
Le queer coding (traduction littérale : « encodage queer ») est la pratique d'inclusion de signes ou de clichés queer dans la description ou comportement d'un personnage de fiction. Cela permet de donner l’identité sexuelle ou de genre d'un personnage sans l'expliciter. Cette pratique existe sur différents niveaux : de la plus subtile interprétation à la plus claire expression de l'identité du personnage. Le tout est que le nom de la sexualité ou du genre d'un personnage n'est jamais dit explicitement dans la série.

## Interprétation

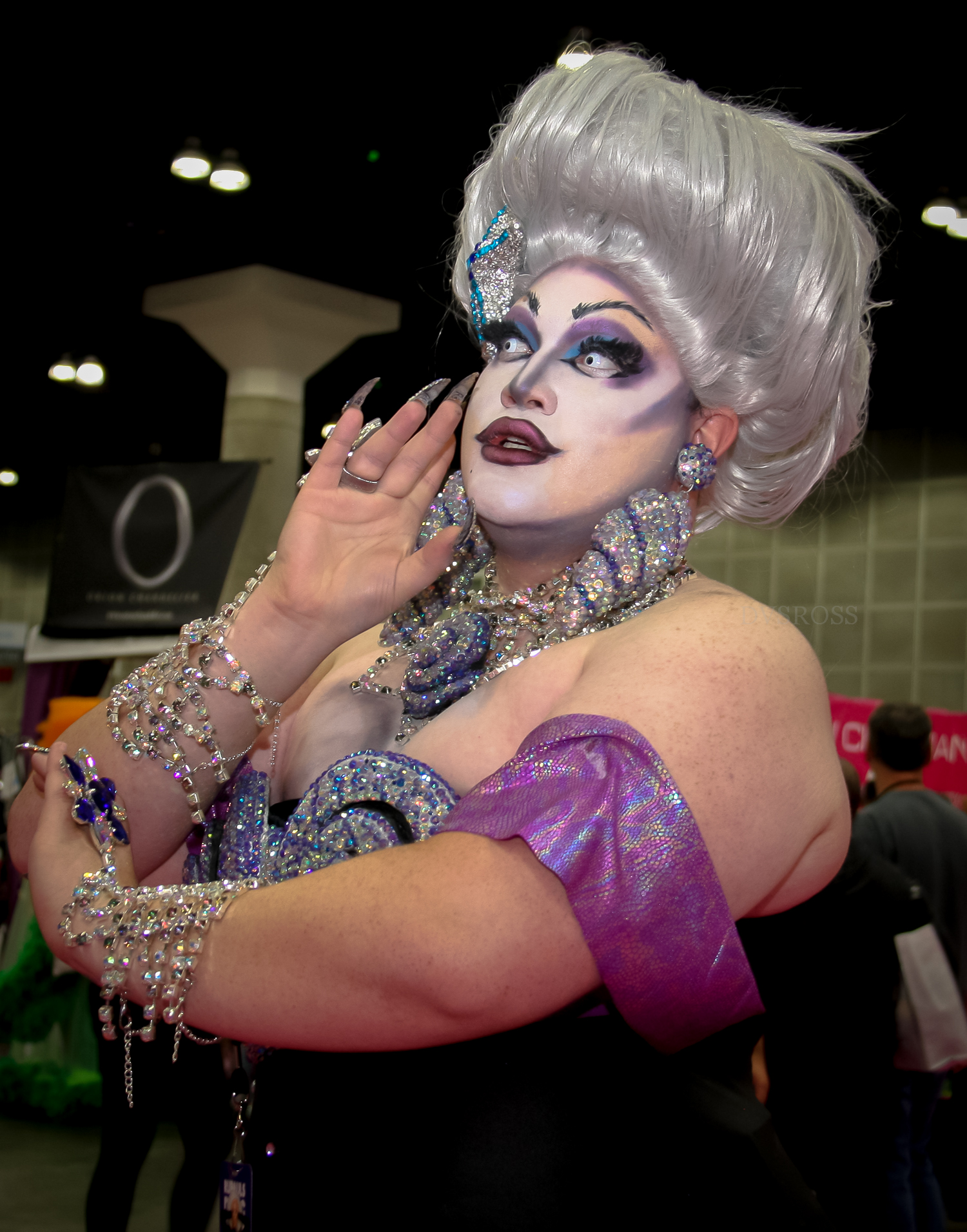
Le personnage d'Ursula, inspiré par la drag queen Divine et créé en 1989 par les studios Disney, est réinterprété d'une manière drag des années 2000 dans ce cosplay réalisé pour la Rupaul's DragCon de 2019

Comme pour tous les sous-textes, le queer coding repose à la fois sur les éléments amenés par les réalisateurs, mais aussi au travail interprétatif des spectateurs. Cette rencontre se fait dans les deux sens : ainsi, constatant l'enthousiasme du public LGBT à réinterpréter certains de ses personnages comme queer, le studio Disney a commencé, dans les années 2000, à créer des histoires et des personnages spécifiquement pour qu'ils soient interprétés de la sorte, tout en maintenant la lecture principale de l'œuvre comme hétérosexuelle et homophobe. 
Si le queer coding se réfère à l'identité de personnages individuels avec une diversité d'intentions, le terme queerbaiting quant à lui se réfère à la suggestion de relations homosexuelles dans l'œuvre afin d'attirer un public queer combinée au dénigrement de cette interprétation, soit dans l'œuvre elle-même, soit dans les interviews des acteurs et producteurs. 

## Formes de queer coding

### Méchant efféminé
Les caractéristiques physiques du méchant efféminé sont associées à la beauté féminine : os plus fins, carrure plus fine (surtout si les héros sont musclés), pommettes hautes et port de maquillage. Leurs vêtements sont androgynes ou féminins, souvent avec des frou-frous et du rose ou du violet. Ils ont des maniérismes et le langage non-verbal d'une femme de la haute société.
Leur comportement est aussi différent de celui des héros : en particulier, ils ne se battent que très rarement contre les héros, manipulant généralement d'autres personnes pour éviter le combat direct.

## Histoire

### Studio Disney
Des années 1950 au milieu des années 2010, le studio Walt Disney produit de nombreux films d'animations pour enfants : afin de se donner et maintenir une image de producteur de contenus pouvant être regardés par des enfants sans soucis, le studio se conforme aux valeurs morales dominantes des familles américaines allant au cinéma : l'hétérosexualité est dans ce contexte célébrée, présentée comme pure et innocente, tandis que l'homosexualité est sous-entendu et associée aux antagonistes. Dans Peter Pan, réalisé en 1953, le héros est masculinisé par rapport à l'œuvre originale, tandis que son opposant, le capitaine Crochet, est représenté comme un homosexuel à la féminité flamboyante ; comme dans le roman, le capitaine Crochet peut être interprété dans le film comme un homme pédophile.
Pour La Petite Sirène, le personnage de la méchante sorcière Ursula est très fortement inspiré de la drag queen Divine : le personnage reprend l'esthétique drag, mais aussi sa manière de parler ainsi que son langage corporel. Comme pour Peter Pan, la proximité à l'homosexualité est présentée comme mauvaise en elle-même, notamment en étant une menace s'opposant à l'amour entre Ariel et le prince Eric.